# Xã Ruggles, Quận Ashland, Ohio
Xã Ruggles (tiếng Anh: Ruggles Township) là một xã thuộc quận Ashland, tiểu bang Ohio, Hoa Kỳ. Năm 2010, dân số của xã này là 905 người.